# Take Me Back (альбом Джеймса Коттона)
Take Me Back — студійний альбом американського блюзового музиканта Джеймса Коттона, випущений у 1987 році лейблом Blind Pig. 1988 року альбом був номінований на премію «Греммі».

## Про альбом
Джеймс Коттон записав ще один альбом, в якому він звертається до витоків жанру, а йому допомагають гітаристи Семмі Лоугорн і Джон Праймер та піаніст Пайнтоп Перкінс. Коттон тут грає виключно кавер-версії пісень, здебільшого чиказького блюзу: «My Babe» Літтла Волтера, «Take Out Some Insurance» і «Honest I Do» Джиммі Ріда, «Clouds in My Heart» Мадді Вотерса.
На фотографії обкладинки, зробленій бл. 1966 року, зображений оригінальний склад гурту Джеймса Коттона: (передній ряд) Боб Андерсон, Лютер Такер і Джеймс Коттон, (задній ряд) Сем Лей і Альберто Джанквінто. Коттон, Андерсон та Лей єдині учасники того складу, які взяли участь у записі цього альбому.
1988 року на 30-й церемонії нагородження премії «Греммі» альбом був номінований в категорії «Найкращий альбом традиційного блюзу»).

## Список композицій
1. «My Babe» (Волтер Джейкобс) — 2:56
2. «Well, I Done Got over It» (Едді Джонс) — 2:47
3. «Clouds in My Heart» (народна) — 4:03
4. «Take Me Back» (Волтер Джейкобс) — 2:59
5. «Honest I Do» (Джиммі Рід) — 4:16
6. «Take Out Some Insurance» (Джессі Стоун) — 4:22
7. «Killing Floor» (Честер Бернетт) — 3:12
8. «Dust My Broom» (Елмор Джеймс) — 4:25
9. «Hungry Country Girl» (Отіс Спенн) — 5:59

## Учасники запису
- Джеймс Коттон — вокал, губна гармоніка
- Сем Лоугорн — гітара
- Пайнтоп Перкінс — фортепіано
- Боб Андерсон — бас-гітара
- Сем Лей — ударні
- Джон Праймер — гітара

Технічний персонал
- Гордон Кеннерлі — виконавчий продюсер
- Джеймс Коттон — продюсер
- Джеррі Маркес, Нік Гравенітес, Робін Вудленд — мікшування
- Майкл Расфелд — інженер
- Сеола Коттон — фотографія обкладинки
- Дурворд Шиглі — фотографії конверту